# James Morsley Anderson
James Morsley Anderson (* 14. September 1940 in Eau Claire, Wisconsin) ist ein amerikanischer Arzt und Chemiker. Er ist seit 1979 Professor für Pathologie an der Case Western Reserve University und gegenwärtig einer der international renommiertesten Forscher auf dem Gebiet der Biomaterialwissenschaften.

## Leben
James Anderson wurde 1940 in Eau Claire, Wisconsin geboren und erwarb 1963 einen Bachelor-Abschluss in Chemie an der University of Wisconsin–Eau Claire. Vier Jahre später promovierte er in organischer Chemie an der Oregon State University. Im Jahr 1976 schloss er ein Studium der Medizin an der Case Western Reserve University ab, anschließend absolvierte er bis 1979 eine Facharztausbildung in Pathologie. Seit 1979 ist er Professor für Pathologie, makromolekulare Wissenschaften und Biomedizintechnik am Klinikum der Case Western Reserve University und wissenschaftlich im Bereich der Biomaterialforschung tätig. Schwerpunkt seiner Forschung sind die Biokompatibilität von medizinischen Implantaten und die Interaktionen zwischen Implantaten und dem sie umgebenden Gewebe, insbesondere die Entzündungs-, Wundheilungs- und Immunreaktionen nach dem Einsetzen eines Implantats sowie die Rolle von Makrophagen und Riesenzellen im Rahmen dieser Prozesse. Er ist Chefredakteur (Editor in Chief) der Fachzeitschrift Journal of Biomedical Materials Research Part A sowie Berater verschiedener Organisationen wie der Food and Drug Administration (FDA) und der Internationalen Organisation für Normung (ISO).
James Anderson war Gründungsmitglied und zeitweise Präsident der Amerikanischen Gesellschaft für Biomaterialien (Society for Biomaterials). Er ist als bisher einziger Wissenschaftler im Bereich der Biomaterialforschung mit einem Merit-Award der National Institutes of Health (NIH) für den Zeitraum von 1993 bis 2003 ausgezeichnet worden, einem Preis, der von den NIH auf der Basis abgeschlossener NIH-Projekte vergeben wird und mit einer bis zu zehnjährigen Förderung durch die NIH verbunden ist. Seit 1996 ist er Fellow of Biomaterials Science and Engineering der International Union of Societies for Biomaterials Science and Engineering, der Weltvereinigung der Gesellschaften für Biomaterialwissenschaften, seit dem Jahr 2003 gehört er dem Institute of Medicine der Amerikanischen Akademie der Wissenschaften an. Darüber hinaus erhielt er 2005 die Elsevier Biomaterials Gold Medal für die meisten Beiträge eines einzelnen Forschers im Bereich der Biomaterialwissenschaften in den Jahren von 1980 bis 2005, in denen er 237 wissenschaftliche Publikationen veröffentlicht hat.

## Werke (Auswahl)
- Biocompatible Surfaces: Design, Characterization, and Applications. Lancaster 1991 (als Mitherausgeber)
- Biomaterials Science. An Introduction to Materials in Medicine. San Diego 2004 (als Mitautor)
- Handbook of Biomaterials Evaluation: Scientific, Technical, and Clinical Testing of Implant Materials. Philadelphia 1999 (als Mitautor)